# Evangelical Lutheran Church of Canada
L'Evangelical Lutheran Church of Canada (ELCC) était une dénomination chrétienne luthérienne active au Canada de 1966 à 1985. Avant de devenir autonome, ses congrégations faisaient partie du district canadien de l'American Lutheran Church (en). Le premier président de l'ELCC fut Karl Holfeld. Le 1er janvier 1986, l'ELCC a fusionné avec la section canadienne de la Lutheran Church in America (en) pour former l'Église évangélique luthérienne au Canada.